# Usina Hidrelétrica Machadinho
A Usina Hidrelétrica Machadinho - Carlos Ermírio de Moraes (UHE Machadinho), localizada no rio Pelotas – principal afluente do Rio Uruguai –, fica na divisa dos municípios de Piratuba, em Santa Catarina, e Maximiliano de Almeida no Rio Grande do Sul.
O empreendimento, que começou a operar em fevereiro de 2002, possui três unidades geradoras de 380 MW cada, totalizando uma potência instalada de 1.140 MW – o que corresponde a cerca de 37% da demanda de energia do estado de Santa Catarina ou 23% do total consumido pelo estado do Rio Grande do Sul. Ao longo de 2013, a UHE Machadinho gerou 5.148 GWh, valor 76% superior ao registrado em 2012.
Além dos dois municípios que abrigam o empreendimento, outros oito integram a área de influência da Usina: Zortéa, Capinzal, Campos Novos, Anita Garibaldi e Celso Ramos, em Santa Catarina, e Machadinho, Barracão e Pinhal da Serra, no Rio Grande do Sul.

## Consórcio Machadinho e Machadinho Energética S.A (Maesa)
Em janeiro de 1998 foi criado o Consórcio Machadinho (empresa privada, de capital fechado), constituído por empresas que atuam no segmento de geração, distribuição e comercialização de energia elétrica, bem como na prestação de serviços de valor agregado. A Tractebel Energia é a empresa líder do Consórcio, que tem sede em Florianópolis (SC). As outras empresas que compõem o Consórcio são: Companhia Brasileira de Alumínio, Votorantim Cimentos, Alcoa Alumínio, Vale, Companhia Estadual de Geração e Transmissão de Energia Elétrica, InterCement Brasil e DME Distribuição.
Para a implantação da Usina, as integrantes do Consórcio constituíram uma empresa de propósito específico, a Machadinho Energética S.A. (Maesa), voltada à tomada de empréstimos financeiros para a realização da obra. A Maesa foi extinta em 2013, quando os financiamentos foram quitados.

## Comunidades lindeiras
Para tornar possível a implantação da Usina, o Consórcio Machadinho compensou 2.076 famílias de 1.272 propriedades rurais atingidas.
Em 2013 foram desenvolvidos 15 projetos nas áreas de educação, saúde e promoção sociocultural. Já em ações voltadas à conservação e educação ambiental, o Consórcio Machadinho investiu, em 2013, R$ 2,51 milhões. Coordenada pelo Consórcio Machadinho, a gestão ambiental do empreendimento é executada pela operadora da Usina, a Tractebel Energia, que utiliza um sistema integrado para gerir ações relacionadas ao meio ambiente e inclui o monitoramento de qualidade da produção, responsabilidade social e saúde e segurança do trabalho. A UHE Machadinho possui as certificações ISO 9001 (Qualidade), ISO 14001 (Meio Ambiente) e OHSAS 18001 (Saúde e Segurança no Trabalho).

## Compensação financeira
A Compensação Financeira pelo uso dos Recursos Hídricos (CFURH) tem como objetivo ressarcir os municípios pela área territorial cedida para implantação de usinas hidrelétricas. Os valores repassados mensalmente visam compensar os municípios pela perda de áreas agrícolas (Produção Renunciada) por inundação, estabelecimento de faixa ciliar e canteiro de obras. A legislação federal define a distribuição dos recursos provenientes da CFURH entre a União, Estados e Municípios, e cabe à Agência Nacional de Energia Elétrica (ANEEL), a execução do cálculo dos índices de participação de cada município no cômputo global, conforme os percentuais de áreas inundadas.
Somente em 2013 foram repassados a título de compensação financeira R$ 22 milhões. Desde o início da operação da Usina, em 2002, até dezembro de 2013, foram repassados R$ 291,4 milhões à União, aos Estados e aos municípios.
Os valores repassados a título de CFURH são atualizados mensalmente no site do Consórcio Machadinho.